# Потоки (Криничанский район)
Потоки (укр. Потоки) — село, Божедаровский поселковый совет, Криничанский район, Днепропетровская область, Украина.
Код КОАТУУ — 1222055706. Население по переписи 2001 года составляло 240 человек.

## Географическое положение
Село Потоки находится на левом берегу реки Рекалова, выше по течению на расстоянии в 0,5 км расположено село Скелеватка, ниже по течению примыкает село Надия.
По селу протекает пересыхающий ручей с запрудой. Через село проходит автомобильная дорога Т-0433.